# Ikarus in der Populärkultur
Auf die mythologische Figur des Ikarus wird in der Populärkultur vielfach Bezug genommen.

## Computerspiele
- Deus-Ex-Reihe. Beschäftigt sich in einem dystopischen Science-Fiction-Szenario mit technischen Optimierungen des menschlichen Körpers und der Überwindung biologischer Beschränkungen (Transhumanismus). In diesem Zusammenhang zahlreiche namentliche und bildliche Anspielungen an den Ikarus-Mythos, insbesondere in Deus Ex: Human Revolution.
- Kid-Icarus-Reihe: Der Protagonist, Pit, ist ein Engel, der nur durch fremde Hilfe für fünf Minuten fliegen kann.

## Film
- In Danny Boyles Film Sunshine ist Ikarus der Name der Raumschiffe, die den Auftrag haben, Bomben in die sterbende Sonne zu bringen.
- In der TV-Serie Stargate Universe ist die Ikarus-Basis eine 21 Lichtjahre von der Erde entfernte Basis, welche für die Erforschung der Funktion des neunten Chevrons benutzt wird.
- In dem Film Berlin Calling trägt die Hauptfigur den Künstlernamen Ickarus.
- Im Film Ikarus spielt Dolph Lundgren die Hauptfigur Edward Genn, einen ehemaligen KGB Agenten, der den Codenamen Ikarus trägt.
- Im Anime Sora no Otoshimono heißt die Hauptfigur (ein Angeloid) Ikaros.
- Im Agententhriller „James Bond 007 – Stirb an einem anderen Tag“  besitzt der Millionär und Lebemann Gustav Graves eine Satellitenwaffe, die er Ikarus getauft hat.
- Im Spielfilm „I wie Ikarus“ heißt es: „Wenn die Sonne als Symbol der Wahrheit genommen wird, so habe Ikarus seine Flügel verloren, weil er der absoluten Wahrheit zu nahe gekommen sei“

## Literatur

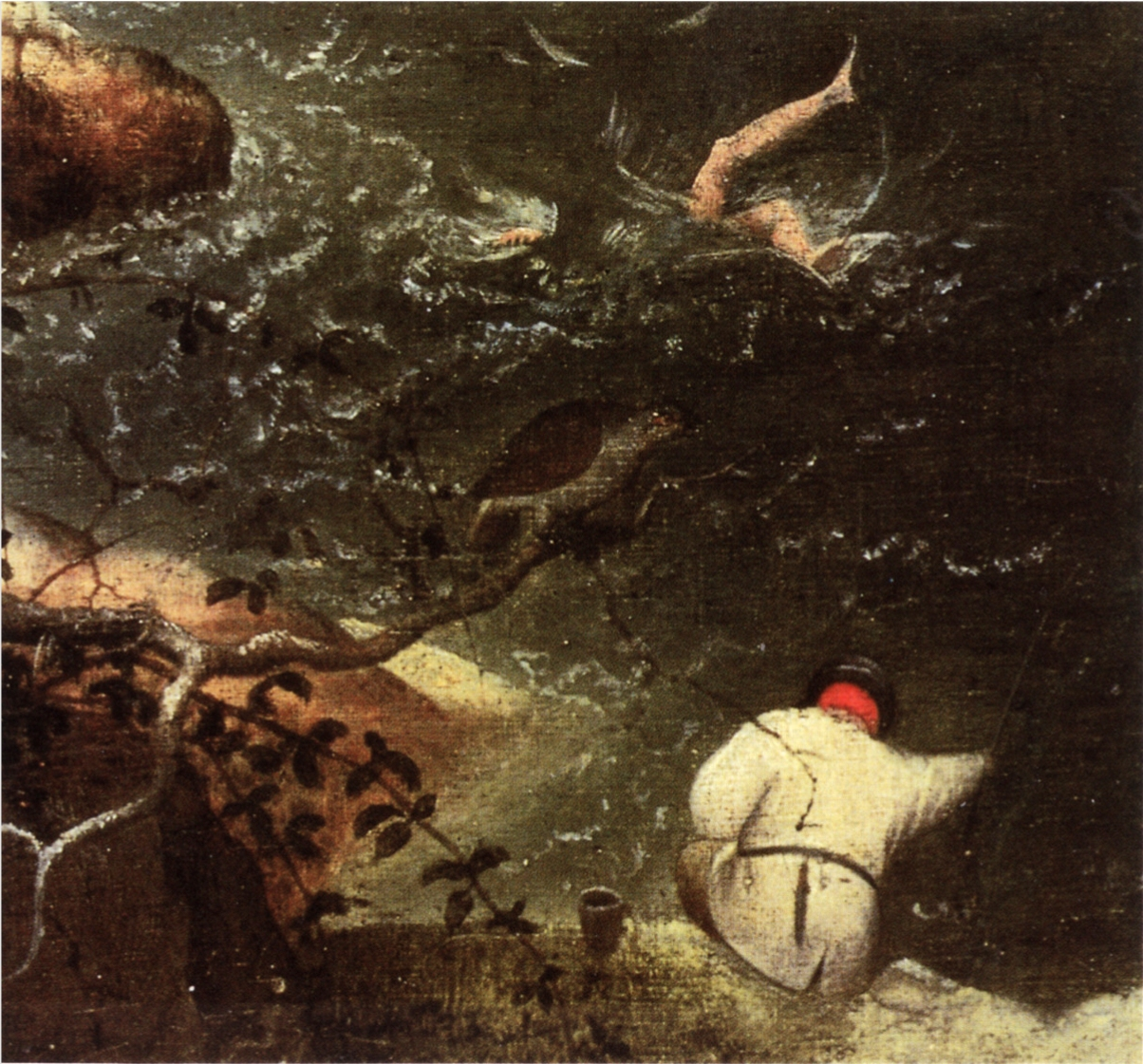
Landschaft mit dem Sturz des Ikarus von Pieter Bruegel, Detail

## Musik
| Künstler                       | Titel                            | Veröffentlichung | Album/Notizen |
| ------------------------------ | -------------------------------- | ---------------- | --- |
| Mashrou' Leila                 | Icarus                           | 2015             | Ibn El Leil |
| Alesana                        | Icarus                           | 2006             | On Frail Wings of Vanity and Wax (Album)                                                                                |
| Angra                          | Metal Icarus                     |                  | Fireworks (Album) |
| The Back Horn                  | イーカロスの空 (Icarus' Sky)     | 2006             | |
| Bastille                       | Icarus                           | 2013             | Bad Blood (Album) |
| Jen Cass                       | Daedalus                         | 1996             | Brave Enough to Say (Album)                                                                                             |
| Miranda Cosgrove               | Hey You                          | 2010             | "If you fly like Icarus to the edge"                                                                                    |
| Costa Cordalis                 | Ikarus                           | 1981             | |
| Counting Crows                 | Insignificant und Sundays        | 2008             | e.g., "I am Icarus falling out of the sun"                                                                              |
| Diablo                         | Icaros                           | 2008             | Icaros |
| Ani DiFranco                   | Icarus                           |                  | Evolve (Album) |
| Dreamtale                      | Wings of Icaros                  |                  | Difference (Album) |
| Danny Elfman                   | The Little Things                | 2008             | "With a mountain of maybes And some Icarus wings"                                                                       |
| EDEN                           | icarus                           | 2018             | Vertigo (Album) |
| Emperor                        | An Elegy of Icaros               | 1999             | IX Equilibrium (Album)                                                                                                  |
| Epik High                      | Icarus Walks                     |                  | Pieces, Part One (Album)                                                                                                |
| Faith No More                  | Just a Man                       | 1995             | "...like Icarus, too fly too high..."                                                                                   |
| William Fitzsimmons            | The Problem of Pain              | 2005             | "Icarus they caught you where you tumbled on"                                                                           |
| Flutlicht                      | Icarus                           |                  | |
| The Forms                      | Icarus (Album)                   | 2003             | |
| Jon Foreman                    | Light & Heavy                    |                  | "I'm feeling Icarus" |
| Bing Futch                     | Icarus                           |                  | |
| Grobschnitt                    | Sonnenflug                       | 1976             | Single; ursprünglich und später live mit englischem Text als Snowflakes                                                 |
| Hibria                         | Wings of Wax                     | 2008             | The Skull Collectors (Album)                                                                                            |
| Hopesfall                      | Icarus                           |                  | A Types (Album) |
| The Hours                      | Icarus                           |                  | "Like Icarus he flew too close to the sun"                                                                              |
| Iron Maiden                    | Flight of Icarus                 | 1983             | Piece of Mind (Album)                                                                                                   |
| Iron Maiden                    | The Final Frontier               | 2010             | "Too close to the sun, and surely will burn, like Icarus before me or so legend goes"                                   |
| It Dies Today                  | A Romance By The Wings of Icarus | 2002             | Forever Scorned (Album)                                                                                                 |
| Jars of Clay                   | Worlds Apart                     | 1996             | "I flew too high and like Icarus I collide"                                                                             |
| Jeremy Zucker                  | Icarus                           | 2015             | "I'm flying with my wings on fire"                                                                                      |
| Kansas                         | Icarus (Borne on Wings of Steel) | 1975             | Masque |
| Keldian                        | The Ghost of Icarus              | 2008             | Journey of Souls (Album)                                                                                                |
| Lorna Shore                    | Sun//Eater                       | 2022             | Pain Remains |
| Lotto King Karl                | Ikarus                           | 2006             | Ikarus (Album) |
| Lullaby for the Working Class  | Jester's Siren                   | 1997             | "Take this biplane made of wax - just don't fly too close to the sun"                                                   |
| Machinae Supremacy             | Sid Icarus                       | 2008             | Overworld (Album) |
| Yngwie Malmsteen               | Icarus' Dream Suite op. 4        | 1987             | Rising Force (Album) |
| Nachtblut                      | Sturz des Ikarus                 | 2009             | Antik |
| Nine Inch Nails                | Somewhat Damaged                 | 1999             | "Flew too high and burned the wing. Lost my faith in everything."                                                       |
| Onitsuka Chihiro               | 蝋の翼 (Wax Wings)               | 2007             | LAS VEGAS (Album) |
| Ost+Front                      | Ikarus                           | 2020             | Dein Helfer In Der Not (Album)                                                                                          |
| Periphery                      | Icarus Lives!                    |                  | |
| Peter, Sue und Marc            | Like a Seagull                   | 1976             | "Was the dream of Ikarus"                                                                                               |
| Phish                          | The Squirming Coil               |                  | "... like Icarus, who had to pay with melting wax and feathers brown."                                                  |
| Puhdys                         | Ikarus                           | 1973             | "Steige Ikarus, fliege uns voraus; Steige Ikarus, zeige uns den Weg..."                                                 |
| Race the Sun                   | To Icarus with all sincerity     | 2004             | The Rest of Our Lives is Tonight (Album)                                                                                |
| Regina Spektor                 | Lacrimosa                        |                  | "Hi, I'm Icarus, I'm falling down from the dust of earth returning..."                                                  |
| Reinhard Mey                   | Ikarus                           | 1975             | Ikarus (Album) |
| Santigold                      | Icarus                           | 2008             | Top Ranking (Mix Tape)                                                                                                  |
| Saltatio Mortis                | Daedalus                         | 2004             | Erwachen (Album) |
| Soda Stereo                    | En la ciudad de la furia         | 1988             | "Con la luz del sol se derriten mis alas"'"Me veras volar"'"Me veras caer"                                              |
| Sunset Rubdown                 | Idiot Heart                      |                  | "The way that Icarus thought he might own the sky"                                                                      |
| Killer Be Killed               | Wings Of Feather And Wax         |                  | "and now I'm falling, like Icarus to land, too late to kill the flame that I fanned"                                    |
| Textures                       | Laments of an Icarus             | 2008             | Silhouettes (Album) |
| Thea Gilmore                   | Icarus Wind                      |                  | "Soon there’ll just be feathers and the quiet of the fall "                                                             |
| Third Eye Blind                | Blinded                          |                  | "Icarus is not a tee shirt or a swan song"                                                                              |
| Thrice                         | Daedalus                         |                  | Alchemy Index, Vol. III AIR (Album)                                                                                     |
| Thrice                         | The Melting Point Of Wax         |                  | The Artist In The Ambulance (Album)                                                                                     |
| Toy Matinee                    | Last Plane Out                   |                  | "I like the part where Icarus hijacks the little red hen."                                                              |
| Unheilig                       | Ikarus                           | 2001             | Phosphor (Album) |
| Jason Webley                   | Icarus                           |                  | Only Just Beginning (Album)                                                                                             |
| Wolfgang                       | Weightless                       | 1996             | "Let Icarus plummet as sun melts his wax"                                                                               |
| Redeemed in Pain               | Ikarus                           | 2010             | Ikarus (Album) |
| Subway to Sally                | Unentdecktes Land                | 2007             | Bastard (Album) "und wir stiegen auf zur Sonne, höher als einst Ikarus."                                                |
| Sound of Rum                   | Icarus                           | 2009             | |
| Chakuza                        | Ikarus                           | 2010             | "Ich will wieder fliegen, der Sonne entgegen Ikarus"                                                                    |
| Celldweller feat. James Dooley | The Wings of Icarus              | 2010             | Soundtrack For The Voices In My Head Vol.2                                                                              |
| Tanzwut                        | Ikarus                           | 2000             | "Labyrinth der Sinne (Album)"                                                                                           |
| Marsimoto                      | Wellness                         | 2012             | Grüner Samt (Album) "Wer war Ikarus? Ikarus war ne Pfeife, ich flieg richtung Sonne und schieb sie zu Seite"            |
| Bastille                       | Icarus                           | 2013             | "Icarus is flying too close to the sun / Icarus's life, it has only just begun"                                         |
| Solar Fragment                 | Take Me Higher                   | 2007             | "A Spark of Deity (Album)"                                                                                              |
| Fabian Römer                   | Kein Mensch mehr                 | 2015             | "Ihr seid viel zu stark, längst schon da wo Ikarus nie war"                                                             |
| Kontra K                       | Ikarus                           | 2016             | "Je näher sie der Sonne mit ihren Flügeln kommen, sie denken noch sie fliegen aber falln' schon weil sie brennen(...)." |
| Hämatom                        | Ikarus erben                     | 2016             | Wir sind Gott (Album)                                                                                                   |
| Ivan Torrent                   | Icarus                           | 2012             | Icarus (feat. Julie Elven) (Album)                                                                                      |
| Letzte Instanz (Band)          | Ikarus                           | 2018             | Morgenland (Album) |
| Zayn                           | Icarus Interlude                 | 2018             | Icarus Falls (Album) |
| Starset                        | Icarus                           | 2021             | Horizons (Album) |
| Lorna Shore                    | Sun//Eater                       | 2022             | Pain Remains (Album) |